# Гольсар
Гольсар (перс. گلسار‎), известен также как Сейфабад — небольшой город на севере Ирана, в остане Альборз. Входит в состав шахрестана Саводжболаг. Город был образован путём объединения деревень Сейфабад-э-Бозорг и Сейфабад-э-Халеме.

## География
Город находится в центральной части Альборза, к югу от хребта Эльбурс, на расстоянии приблизительно 13 километров к северо-западу от Кереджа, административного центра провинции. Абсолютная высота — 1325 метров над уровнем моря.

## Население
По данным переписи 2006 года население города составляло 11 013 человек (5739 мужчин и 5274 женщины). В Гольсаре насчитывалось 2775 семей. Уровень грамотности населения составлял 76,29 %. Уровень грамотности среди мужчин составлял 79,72 %, среди женщин — 72,56 %.